# 巴甫洛夫斯克 (沃羅涅日州)
50°27′N 40°04′E / 50.450°N 40.067°E
巴甫洛夫斯克（俄语：Па́вловск）是俄羅斯沃羅涅日州中部的一個城市，位於頓河左岸，距沃羅涅日以南234公里。2002年人口26,365人。
1709年建立，1711年改稱現名，1779年設市。